# Самуил Джундрин
Самуил Джундрин е български католически духовник, монах августино-успенец и никополски епископ.

## Биография
Самуил Серафимов Джундрин е роден в село Калъчлии (днес кв. Генерал Николаево на град Раковски) на 26 април 1920 г. След четвърто отделение е изпратен да учи в Ямболската средна семинария, където е от 1931 до 1934 г. След завършването на гимназия Самуил Джундрин постъпва във Френския колеж в град Пловдив. През 1939 г. заминава за Франция и една година се подготвя в семинарията на отците августино-успенци в град Нозероа. От 1940 до 1944 г. учи философия и богословие. По здравословни причини продължава образованието си в Лион, където приема и свещеническото си ръкоположение на 4 юни 1944 г.
През 1947 г. се връща в България и още на границата е задържан и разпитван от новата власт. Започва да преподава химия в колежа „Свети Августин“ в Пловдив. Там Самуил Джундрин остава до ликвидацията на колежа от „народната“ власт през 1948 г. После заминава за Северна България, заедно с отец Асен Чонков. Епископ Евгений Босилков го назначава за енорист в енориите „Дева Мария – Майка на святата надежда“ в село Бърдарски геран и „Света Богородица“ в село Брегаре. През есента на 1950 г. избухва бунт срещу колективизацията и свещениците са обвинени в подстрекателство. Заради това, че тотално защитава своя по-стар събрат – отец Асен Чонков, е изгонен от село Бърдарски геран и се завръща в Пловдив.
Подсъдим е на процеса срещу Католическата Църква през 1952 г. и е осъден на 12 години затвор. Първите шест месеца излежава във Варненския затвор, а после на “Острова на смъртта“ в Белене и в Стара Загора. Освободен е на 30 януари 1961 г. и заминава за Пловдив, но там не намира духовна работа. Благодарение на един бивш семинарист – отец Богдан Бакалски – е настанен в село Калояново като помощник-енорийски свещеник.
На 14 декември 1978 г. е назначен за епископ на Никополската епархия. Ръкоположен е за епископ на 27 май 1979 г. в базиликата „Свети Петър“ от папа Йоан Павел II, в съслужие с кардиналите Дурайсами Симон Лоурдусами и Едуардо Мартинез Сомало. Петнадесет години управлява диоцеза, а след това подава оставка по здравословни причини през 1994 г. Същата година заживява при своите събратя августино-успенци в Пловдив, после се връща в Никополската епархия, а преди смъртта си – отново в Пловдив.
Обстоятелствата около смъртта му на 19 март 1998 г. остават неясни. Погребан е в родния си град.